# Neade
Nella mitologia greca, le neadi (Νηαδες, Nêades) erano animali mitologici che avevano abitato Samo in tempi antichi. Si trattava, secondo le leggende, di mostri giganteschi, feroci e pericolosi, il cui ruggito assordante era in grado di squarciare la terra, provocando terremoti. Tale caratteristica era proverbiale; Claudio Eliano cita infatti un modo di dire tipico dell'isola di Samo, ossia "ruggisce più forte delle neadi". Secondo alcune versioni del mito, riportate dallo storico greco Euagone, le creature vennero tutte uccise da una grande frana provocata da un terremoto.